# Attignat-Oncin
Attignat-Oncin là một xã thuộc tỉnh Savoie trong vùng Rhône-Alpes ở đông nam nước Pháp. Xã này nằm ở khu vực có độ cao từ 381-1427 mét trên mực nước biển.